# Palaeopsylla wushanensis
Palaeopsylla wushanensis är en loppart som beskrevs av Liu et Wang 1994. Palaeopsylla wushanensis ingår i släktet Palaeopsylla och familjen mullvadsloppor. Inga underarter finns listade i Catalogue of Life.